# Stygnomma joannae
Espèce
Stygnomma joannae est une espèce d'opilions laniatores de la famille des Stygnommatidae.

## Distribution
Cette espèce est endémique de la province de Santo Domingo de los Tsáchilas en Équateur. Elle se rencontre vers Santo Domingo.

## Description
Le mâle holotype mesure 2,30 mm.

## Systématique et taxinomie
Cette espèce a été décrite par Rambla en 1976.

## Étymologie
Cette espèce est nommée en l'honneur de Jeanne Leleup.

## Publication originale
- Rambla, « Opiliones de Ecuador continental, tres n. sp. del genero Stygnomma (Phalangodidae) », Mission zoologique belge aux îles Galapagos et en Ecuador (N. et J. Leleup, 1964–1965). Résultats scientifiques, vol. 3,‎ 1976, p. 69-90